# アバネシーの和約
アバネシーの和約（アバネシーのわやく、英語: Treaty of Abernethy）は、1072年にアバネシーで、スコットランド王マルカム3世とイングランド王ウィリアム1世の間で結ばれた和約。マルカム3世がウィリアム1世に臣従することが定められた。
1066年、ノルマンディー公だったウィリアム1世はサセックスに上陸してノルマン・コンクエストを開始し、ヘイスティングズの戦いでハロルド2世を敗死させ、イングランド王位を奪った。従来のイングランド貴族のほとんどはウィリアム1世に従ってきたノルマン人貴族に取って代わられた。
しかしヘイスティングズの戦いでウィリアム1世の王国が完成したわけではなかった。イングランド各地でアングロ・サクソン人の反乱が頻発し、一部の貴族は挽回を期してスコットランドのマルカム3世の宮廷に亡命した。その最たる者が、ウェセックス家最後のイングランド王位請求者エドガー・アシリングだった。
旧イングランド貴族たちと同盟して敵対姿勢をとったスコットランドに対し、ウィリアム1世はノルマン軍を率いて北征を行い、アバネシーの和約を結ばせた。条約の詳細は伝わっていないが、マルカム3世がウィリアム1世に臣従したこと、マルカム3世がカンブリアを封土として受け取ったこと、またエドガー・アシリングがスコットランド宮廷から追放されたことが分かっている。

## 背景
1040年、スコットランド王ダンカン1世が従弟のマクベスに敗死させられた。ダンカン1世の息子マルカム（後の3世）はイングランドに逃れ、1057年のランファナンの戦いでマクベスを討ち、雪辱を果たした。マクベスの継子ルーラッハも翌1058年にマルカムに殺害され、ここにマルカム3世がスコットランド王として即位した。彼はその治世を北イングランドへの侵攻に費やした。歴史的に、スコットランド王国はノーサンバーランド、カンバーランド、ウェストモーランドの領有を主張していた。
イングランドでは、1066年のヘイスティングズの戦いでイングランド王ハロルド2世が敗死した。征服者ウィリアム1世に抵抗する勢力は、エドワード懺悔王の大甥でエドマンド2世の孫にあたるエドガー・アシリングを擁立した。この頃、ノーサンブリアで力を持っていたのはコープスィという貴族だった。バーシニア王家の子孫である彼はかつてトスティ・ゴドウィンソン（ハロルド2世の弟）を支持して1066年のスタンフォード・ブリッジの戦いに参加し、ハロルド2世に囚われていたのだが、直後のヘイスティングズの戦いでハロルド2世が死んだため逃げおおせていた。彼は1067年にバーキングでウィリアム1世に忠誠を誓い、ノーサンブリア伯に任じられていた。そのわずか5週後、コープスィはバーシニア伯エードルフ3世の息子オスルフに捕殺された。オスルフも同年の秋に暗殺され、従弟のゴスパトリックが跡を継いだ。彼の治世も、1068年に彼がエドガー・アシリングの反乱に加担したことで短期間に終わる運命にあった。
2人の伯が立て続けに弑され、跡を継いだ伯が寝返ったのを見て、ウィリアム1世はノーサンブリアへの介入を決めた。彼は1068年夏にヨークに入った。反乱軍は蹴散らされ、エドガー・アシリングやゴスパトリックらはスコットランドのマルカム3世の元に亡命した。1069年から1070年にかけての冬、ウィリアム1世はイングランド北部において「北部の蹂躙」として知られる大虐殺を繰り広げた。
1071年、マルカム3世はエドガー・アシリングの姉マーガレットと再婚した。マルカム3世とエドガー・アシリングの婚姻関係は、後のスコットランド・イングランド双方の歴史に大きな影響を及ぼすことになった。マーガレットや息子たちの影響によりローランド地方にはサクソン人化の動きが起こった。
エドガー・アシリングはウィリアム1世に対する闘争の後ろ盾としてマルカム3世を求めた。これを口実として、マルカム3世はイングランド北部への侵攻を活発化させた。1071年の侵攻では、彼はカーライル―ニューカッスルの線まで国境を押し進めた。スコットランド軍は農地や村々を蹂躙して人々を拉致した。ある年代記によれば、遠征後の南スコットランドでは村々はもちろん、大きな家には必ず1人か2人のイングランド人召使がいた。

## 和約
マルカム3世の侵略や、スコットランド王家とウェセックス家の婚姻関係は、ウィリアム1世にとって大きな脅威となった。彼は1072年に北征を開始した。彼の軍はチェーンメイルを着て早馬に乗った騎士を中心としており、イングランドからスコットランド東岸に送られた艦隊から補給を受けて進軍した。イングランド軍はフォース湾を渡り、パースシャーのアバネシー付近でマルカム3世を破ったが、ここがノルマン軍の北上限界だった。ウィリアム1世とマルカム3世はアバネシーの和約を結び、アングロサクソン年代記によれば、マルカム3世は「ウィリアム1世の家臣」（William's man）となった。条文が現存していないため和約の詳細は明らかになっていないが、この条約でマルカム3世の息子ダンカンがイングランドの人質となり、エドガー・アシリングがスコットランド宮廷から追放されることが定められたようである。その見返りとして、マルカム3世はカンブリアを封土として獲得した。

## その後
イングランドでウィリアム2世が即位すると、マルカム3世は和約を破って北イングランドに再侵攻し、アニック・カースルを包囲した。しかしノーサンブリア伯の奇襲を受けたスコットランド軍はアニックの戦いで敗れ、マルカム3世は戦死した。
スコットランド王がイングランド王への服従を強いられた例として、12世紀後半のウィリアム1世の例がある。1173年、イングランド王ヘンリー2世に対する大反乱が勃発すると、ウィリアム1世は反乱軍を支援したが、第二次アニックの戦いで敗れて捕虜となり、ノルマンディーのファレーズでファレーズ条約を結ばされた。この結果、ウィリアム1世は解放と引き換えにヘンリー2世への臣従を誓わされた。しかしヘンリー2世の死後、その後継者で第3回十字軍への参加を計画していたリチャード1世に対し、ウィリアム1世は条約の再締結を提案した。その結果1189年12月5日にカンタベリー条約が結ばれ、リチャード1世はウィリアム1世から1万ポンドを受け取る代わりに独立を回復した。以降、スコットランド王国は1291年から1292年のイングランド王エドワード1世による征服まで独立を維持することになる。